# Cankili I

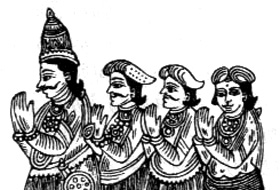

Cankili I (em tâmil:  சங்கிலியன்) (m. 1565), também conhecido por Segarasasekaram foi rei do reino de Jafanapatão entre 1569 e 1561, bastante ativo na resistência à colonização portuguesa da ilha de Ceilão. Ascendeu ao trono em circunstâncias misteriosas, após a morte de diversos pretendentes. O seu reinado terminou quando foi expulso do trono por uma revolta local que instalou no trono o seu filho Puviraja Pandaram.